# Болашак — Макат
Болашак — Макат — трубопровід, що входить до комплексу облаштування унікального нафтового родовища Кашаган, розробка якого стартувала в 2013 році.
Супутній газ Кашагану містить великі обсяги сірководню, тому він проходить попередню підготовку на береговому комплексі Болашак. Після цього частина очищеного газу спрямовується на технологічні потреби (зокрема, на живлення ТЕС Болашак та по трубопроводу Болашак — Острів D), а надлишки відправляються до газотранспортної мережі Казахстану по трубопроводу Болашак — Макат, який приєднується до ділянки Бейнеу — Індер неподалік від компресорної станції Макат. Цей трубопровід має довжину 90 км та виконаний в діаметрі 610 мм.
Крім того, комплекс Болашак за допомогою перемички довжиною 24 км та діаметром 325 мм сполучений з газопроводом Макат — Атирау.
Можливо відзначити, що до початку розробки Кашагану газопровід Болашак — Макат працював у непроектному реверсному режимі, що дозволило частково запустити ТЕС Болашак вже у 2010 році.